# Heiner Greten
Heiner Greten (* 15. Mai 1939 in Bremen) ist ein deutscher Internist. Über 24 Jahre war er Lehrstuhlinhaber der Universität Hamburg. Er hat zu Gastroenterologie, Arteriosklerose, präventiver Kardiologie und Lipoproteinen publiziert.

## Wirken
An der Albert-Ludwigs-Universität Freiburg wurde Greten 1963 zum Dr. med. promoviert. Im Universitätsklinikum Heidelberg forschte er als Assistent von Gotthard Schettler zum Stoffwechsel und zur Funktion der Lipoproteine beim Menschen. 1969 erhielt er ein NATO-Stipendium an den National Institutes of Health (NIH) in Bethesda (Maryland). 1971 habilitierte sich Greten in Heidelberg für Innere Medizin. 1972 trat er eine Gastprofessur an der University of California, San Diego an. Ab 1980 war Greten Inhaber des Lehrstuhls für Innere Medizin an der Universität Hamburg und Klinikdirektor am Universitätsklinikum Hamburg-Eppendorf. 2004 ging er am UKE in den Ruhestand. Anschließend arbeitet er noch als Leiter („Chairman“) der Kardiologie an der Asklepios Klinik St. Georg. Greten war Mitglied der Freitagsgesellschaft von Helmut Schmidt. Ihn begleitete er im Sterben. Greten war Mitherausgeber (mit Gotthard Schettler, 9. Auflage) und Herausgeber mehrerer Auflagen des erfolgreichen Lehrbuchs Innere Medizin: verstehen – lernen – anwenden (10.–13. Auflage, Thieme 2001–2010).

## Ehrungen
Für seine Forschungen erhielt Greten mehrere Auszeichnungen, darunter 1972 den Heinrich-Wieland-Preis und 1977 den Theodor-Frerichs-Preis der Deutschen Gesellschaft für Innere Medizin (DGIM). Seit 1983 ist Greten Ehrenprofessor des Baylor College of Medicine. 1987 wurde er in die Deutsche Akademie der Naturforscher Leopoldina gewählt. Seit 1989 ist er Mitglied der Joachim-Jungius-Gesellschaft der Wissenschaften und seit 1992 korrespondierendes Mitglied der Heidelberger Akademie der Wissenschaften. 1995/1996 war er Präsident der DGIM. 2017 zeichnete ihn die DGIM mit der Leopold-Lichtwitz-Medaille für sein Lebenswerk aus.